# Amtsgericht Brake
Das Amtsgericht Brake  ist ein Gericht der ordentlichen Gerichtsbarkeit und eines von elf Amtsgerichten im Bezirk des Landgerichts Oldenburg.
Sitz des Gerichts ist Brake im Landkreis Wesermarsch in Niedersachsen. Der Gerichtsbezirk umfasst den mittleren und südlichen Teil des Landkreises Wesermarsch mit den Städten Brake und Elsfleth sowie den Gemeinden Berne, Jade, Lemwerder und Ovelgönne. Dem Amtsgericht Brake ist das Landgericht Oldenburg übergeordnet, zuständiges Oberlandesgericht ist das Oberlandesgericht Oldenburg.

## Geschichte
Im Großherzogtum Oldenburg war das Amt Brake Eingangsgericht und dem Landgericht Ovelgönne nachgelagert. Mit dem Gerichtsverfassungsgesetz vom 29. August 1857 wurde das Gerichtswesen neu geordnet: Die Ämter blieben Eingangsinstanzen, jedoch wurde Rechtsprechung und Verwaltung personell getrennt. Mit dem Inkrafttreten der Reichsjustizgesetze wurde die Gerichtsorganisation 1879 neu geordnet und das Amtsgericht Brake gebildet. Als Nebensitz bestand seit 1879 das Gebäude Amtsgericht Elsfleth, das in den 1960er Jahren zum Teil des Rathauses Elsfleth wurde.